# Inspecteur Gadget (série télévisée d'animation, 1983)
Pour la série animée de 2015, voir Inspecteur Gadget (série télévisée d'animation, 2015).
Pour les articles homonymes, voir Inspecteur Gadget.
Inspecteur Gadget (2015)
Inspecteur Gadget (Inspector Gadget) est une série télévisée d'animation en 86 épisodes de 22 minutes créée en 1983 par Bruno Bianchi, Andy Heyward (en) et Jean Chalopin.
Coproduction américano-franco-nippo-canadienne, c'est Andy Heyward qui a proposé le premier l'idée d'un inspecteur muni de gadgets, Bruno Bianchi a dessiné le personnage de Gadget et Jean Chalopin a produit la série, grâce à sa société DIC Entertainment. 
Aux États-Unis, le pilote de la série débute le 4 décembre 1982 sur les cinq stations de Field Communications : WFLD-TV 32 Chicago, WKBS-TV 48 Philadelphie, KBHK-TV 44 San Francisco, WLVI-TV 56 Boston et WKBD-TV 50 Detroit. En septembre 1983, la première saison des 65 épisodes a commencé à être diffusée. Le dernier épisode de cette saison était une version du pilote avec certains dialogues modifiés.
En France, la saison 1 a été diffusée en épisodes de 5 minutes du lundi au samedi à 19h50 du 24 octobre 1983 au 12 octobre 1984, puis en épisodes de 26 minutes chaque dimanche à partir du 1er juillet 1984 dans l'émission FR3 Jeunesse sur FR3.
La série a été plusieurs fois rediffusée par la suite : Rediffusion du 12 janvier 1986 au 23 janvier 1987. Diffusion de la saison 2 à partir de 1987 sur FR3. Rediffusion en 1991 dans le Club Dorothée puis rediffusé dans TF! Jeunesse sur TF1 entre 1999 et 2003 puis en 1996 sur Canal J, depuis 2007 sur Gulli, depuis le 4 mai 2009 sur France 4 dans l’émission Ludo, depuis le 12 mai 2008 sur France 3, depuis octobre 2008 sur Mangas et sur France 5 dans l'émission Ludo en 2010. Au Québec, la série a été diffusée à partir du 1er avril 1984 sur Premier Choix-TVEC / Super Écran, puis en clair à partir du 1er septembre 1988 sur Canal Famille, et rediffusée en septembre 2008 sur Télétoon Rétro.

## Synopsis
L'inspecteur Gadget est un policier cyborg doté de nombreux gadgets (d'où son nom) directement intégrés à son corps. Il lutte pour la police contre l'organisation MAD (une parodie de l'organisation criminelle du SPECTRE de la saga James Bond) dirigée par le sinistre Dr Gang (Dr Claw dans la version américaine, qui est inspiré d'Ernst Stavro Blofeld) que l'on voit toujours assis de dos dans son quartier général,.
Stupide, inconscient, parfois naïf et un brin vantard mais toutefois bienveillant, gentleman et courageux, l'inspecteur prend néanmoins son travail très au sérieux. Il commet malheureusement de nombreuses maladresses, ce qui a le don d'irriter son chef, à qui il renvoit toujours les messages qui s’auto-détruisent (en référence à la série télévisée Mission Impossible), et d'inquiéter sa nièce Sophie (Penny dans la version américaine), dont il est la figure protectrice. Heureusement, il résout chaque enquête de manière totalement inopinée, grâce à la concomitance entre son imprévisibilité qui le sauve des pièges de MAD, sa détermination sans faille à endurer les épreuves et poursuivre sa mission ainsi que l'aide apportée à son insu par sa nièce, en réalité une gamine très débrouillarde, et son chien Finot (Brain dans la version américaine).

## Fiche technique
- Titre anglais : Inspector Gadget.
- Titre français : Inspecteur Gadget.
- Création : Bruno Bianchi, Andy Heyward (en) et Jean Chalopin.
- Réalisation : Bruno Bianchi.
- Scénario : Bruno Bianchi, Andy Heyward et Jean Chalopin.
- Direction artistique : Ben Milsom.
- Conception des personnages : Bernard Deyriès, Bruno Bianchi, Édouard David, Christian Choquet, Brian Lemay, Gilles Astorg et Jean Barbaud.
- Décors : Michel Simon, Isamu Kageyama et Mitsunari Makino.
- Musique : Shuki Levy et Haim Saban.
- Générique français interprété par Jacques Cardona[12].
- Production : Jean Chalopin, Andy Heyward et Tetsuo Katayama.
- Sociétés de production : DIC, FR3, Nelvana et Field Communications.
- Pays d'origine : États-Unis / France.
- Langue originale : anglais, français.
- Format : couleur — 35 mm — 1,33:1 — son mono.
- Genre : animation, humour.
- Nombre d'épisodes : 86 (2 saisons).
- Durée : 22 minutes.
- Dates de première diffusion :
  -  États-Unis : 12 septembre 1983 ;
  -  France : 22 octobre 1983.

## Distribution

### Voix françaises et québécoises
- Luc Durand : inspecteur Gadget.
- Patricia Danot (saison 1) puis Barbara Tissier (saison 2) : Sophie.
- Gérard Delmas (saison 1) puis Roger Lumont (saison 2) : chef Gontier.
- Victor Désy puis Georges Atlas (saison 2) : Dr Gang.
- Christian Pelissier : Finot / Wambini le Petit / le présentateur TV (épisode Gadget et le Somnambule) / un agent MAD (épisode Gadget et les Fantômes).
- Patrick Préjean : Capeman (saison 2) / Dr Dumkopf (épisode Gadgets et les Linguinis) / Dr Spectrum / le professeur Luc Renommée.
- Roger Carel : Dr Noodleman (saison 2).
- Yves Barsacq : le Grand Wambini.;
- Tamila Mesbah : un agent MAD (épisode Gadget et les Fantômes).
- Serge Lhorca : Dr Dumkopf (épisode Gadget le nain).
- Jeanine Forney : Thelma.
- René Bériard : le professeur Luc Renommée (épisode Le Clan des Siciliens).
- Georges Atlas : Patate.
- Benoît Marleau : le journaliste (saison 1, épisode 1).

### Voix originales
- Don Adams : Gadget.
- Cree Summer puis Holly Berger (saison 2) : Sophie.
- Frank Welker : docteur Gang / Madchat / Finot / Dr Noodleman.
- Maurice LaMarche : chef Gontier.
- Townsend Coleman : Capeman (saison 2).

## Liste des épisodes
| Années (1983 à 1986) | Saisons  | Épisodes    |
| -------------------- | -------- | ----------- |
| 1983-1984            | Saison 1 | 65 épisodes |
| 1985-1986            | Saison 2 | 21 épisodes |
| TOTAL : 86 épisodes  |          |             |

### Première saison (1983-1984) - Épisodes de 1 à 65
1. Les Sports d'hiver (Winter Olympics)[13]
2. Le Monstre du Loch Ness (Monster Lake)
3. Gadget à la ferme (Down on the Farm)
4. Gadget au cirque (Gadget at the Circus)
5. L'Amazone (The Amazon)
6. La Cure de santé (Health Spa)
7. La Croisière (The Boat)
8. Le Château hanté (Haunted Castle)
9. Le Grand Prix (Race to the Finish)
10. Le Rubis (The Ruby)
11. Gadget superstar (A Star Is Lost)
12. Tout ce qui brille n'est pas or (All That Glitters)
13. Hollywood (Movie Set)
14. Le Parc d'attraction (Amusement Park)
15. La Galerie d'art (Art Heist)
16. Gadget à Hawaï (Volcano Island)
17. L'Invasion (The Invasion)
18. Le Congrès d'Interpol (The Infiltration)
19. La Malédiction du roi Toutankharton (The Curse of the Pharaoh)
20. Le Piège de MAD (MAD Trap)
21. Gadget prend le train (Basic Training)
22. Le gaz qui endort (Sleeping Gas)
23. Gadget au chômage (Gadget's Replacement)
24. La Main verte (Greenfinger)
25. Calamity Gadget (Gadget Goes West)
26. Le Compte à rebours (Launch Time)
27. Safari photo (Photo Safari)
28. Le Coucou suisse (The Coo-Coo Clock Caper)
29. Le Triangle des Bermudes (The Bermuda Triangle)
30. Gadget à Tokyo (The Japanese Connection)
31. Les Mille et une nuits (Arabian Nights)
32. Une énigme invisible (A Clear Case)
33. Gadget en Hollande (Dutch Treat)
34. Le Tremblement de terre (The Great Divide)
35. L'Œil du dragon (Eye of the Dragon)
36. Copie conforme (Doubled Agent)
37. Gadget à l'opéra (Plantform of the Opera)
38. 2000 lieues sous les mers (Don't Hold Your Breath)
39. Gadget au pôle Nord (Gone Went the Wind)
40. Gadget a un sosie (King Wrong)
41. La Croisière pirate (Pirate Island)
42. L'Académie MAD (MAD Academy)
43. Gadget en Malaisie (No Flies on Us)
44. Gadget en Irlande (Luck of the Irish)
45. Le Prince des gitans (Prince of the Gypsies)
46. Dans les Carpates (Old Man of the Mountain)
47. Le Canard d'émeraude (The Emerald Duck)
48. Sous les pis de vaches (Do Unto Udders)
49. Gadget en Grèce (Did You Myth Me?)
50. Le Changement d'altitude (A Bad Altitude)
51. Gadget et les Faux-monnayeurs (Funny Money)
52. Suivez cet avion (Follow That Jet)
53. La Sécheresse (Dry Spell)
54. L'Or n'a pas d'odeur (Smeldorado)
55. L'Enlèvement de Gontier (Quimby Exchange)
56. La Météo au Tibet (Weather in Tibet)
57. Gadget sauve Big Ben (Unhenged)
58. Gadget et les Serpents (Snakin' All Over)
59. Sur la Seine (In Seine)
60. Promenade en forêt (Tree Guesses)
61. Gadget à Istanbul (Birds of a Feather)
62. C'était écrit (So It Is Written)
63. Crac, le chien fantastique (Fang the Wonder Dog)
64. L'École des pickpockets (School for Pickpockets)
65. Les Jeux télévisés (Quiz Master)

### Deuxième saison (1985-1986) - Épisodes de 1 à 21
1. Gadget magique (Magic Gadget)
2. Animaux domestiques de Gadget (The Great Wambini's Seance)
3. Gadget et le Lama (Wambini Predicts)
4. Gadget sauveur d'or (The Capeman Cometh)
5. L'Anniversaire de MAD (Crashcourse in Crime)
6. Menaces sur les gadgets de Gadget (Gadget's Gadgets)
7. Gadget et les Linguinis (Gadget in Minimadness)
8. Gadget et le Nain (The Incredible Shrinking Gadget)
9. Conférence de presse de Gadget (Gadget Meets the Grappler)
10. Gadget le somnambule (Bad Dreams Are Made of This)
11. Gadget et les Fantômes (Ghost Catchers)
12. Cambriolages en chaîne (Busy Signal)
13. Gadget et Harold (Focus on Gadget)
14. Gadget dans la Lune (MAD in the Moon)
15. Les Transferts bancaires (NSF Gadget)
16. La Machine à remonter le temps (Tyrannosaurus Gadget)
17. Gadget dans la Rome antique (Gadget's Roma)
18. Londres au XIXe siècle (Gadget's Clean Sweep)
19. Le Clan des Siciliens (Gadget Meets the Clan)
20. Le Fan club de Gadget (Gadget and Old Lace)
21. Gadget et la Rose rouge (Gadget and the Red Rose)

## Production

### Pilote
L'épisode pilote, devenu l'épisode 65 de la série par la suite, se déroule dans une station de sports d'hiver. L'inspecteur Gadget y porte alors une moustache (ce qui ne s'est pas retrouvé dans la série, afin de faire disparaître la ressemblance avec l'inspecteur Clouseau, dont l'inspecteur Gadget est en partie inspiré) et le chef Gontier lui confie 3 missions différentes.

### Déroulement d'un épisode
L'épisode débute par une parodie du début des épisodes de Mission impossible. Tel Jim Phelps, l'inspecteur Gadget se rend dans un endroit anodin pour récupérer le papier contenant son ordre de mission. Celui-ci lui est remis en mains propres par son responsable, le chef Gontier, toujours déguisé ou caché dans un objet étroit. Gadget lit son ordre à voix haute en ponctuant chaque fin de phrase par « Stop ». Ensuite, il finit la lettre par la phrase « ce message s'auto-détruira… » et redonne naïvement le papier à Gontier, qui, enfoncé dans sa cachette, n'a pas le temps de s'en débarrasser et reçoit l'explosion en plein visage.
Gadget rentre chez lui, et explique à Sophie qu'il doit partir et ne peut l'emmener. Inquiète, celle-ci demande à Finot de suivre Gadget, et elle-même se débrouille pour arriver à le suivre de loin.
Arrivé sur le terrain, Gadget confond systématiquement les bons et les mauvais : Finot est d'ailleurs généralement le premier accusé (il n'est pas reconnu malgré son déguisement rarement plus sophistiqué qu'un chapeau et un imperméable). La poursuite rocambolesque de Finot mène alors Gadget dans les repaires de MAD qu'il ne discerne toujours pas mais que Finot découvre ; Finot provoquant dans un second temps lui-même les poursuites pour l'entraîner plus en profondeur sous la conduite de Sophie.
Pendant ce temps, le Docteur Gang cherche par tous les moyens à tuer Gadget, grâce à l'ensemble de ses agents, à qui Gadget accorde généralement toute sa confiance. Il déjoue leurs pièges et leurs tentatives de capture par des séries d'accidents et sans jamais le remarquer.
C'est finalement Sophie qui, grâce à son livre-ordinateur et aux indications de Finot, finit par résoudre l'affaire et à appeler les renforts, prétextant un message de Gadget, pour arrêter les bandits, mais la situation est telle que l'inspecteur Gadget donne l'impression d'avoir résolu l'affaire lui-même.
À la fin de l'épisode, Gadget est alors félicité par le chef Gontier, puis lâche une phrase du type : « C'est bizarre, le criminel que vous venez d'arrêter ressemble beaucoup au gentil grand-père avec lequel j'ai passé la journée », ce qui fait rire Sophie et Finot. Depuis son bureau ou son véhicule, le Docteur Gang promet de se venger en scandant cette phrase : « Sois maudit, Gadget ! Sois maudit !!! ».
Avant le générique de fin, Gadget se trouve dans un cadre domestique avec Sophie. C'est l'occasion de donner aux enfants des conseils de sécurité et d'hygiène de vie, en rapport ou non avec l'épisode (en cas de brûlure, respecter les règles au ski ou dans l'avion).

## Personnages
- Inspecteur Gadget (Inspector Gadget en anglais)

L'inspecteur Gadget habite une banlieue résidentielle de Métroville (Metro City dans la version anglaise), en France (ou aux États-Unis), où ses ancêtres, originaires de Londres, ont émigré. Toujours vêtu d'un grand imperméable et d'un chapeau gris, un pantalon bleu, des chaussures gris clair et des gants marron foncé, et équipé (à la suite d'un accident où il aurait glissé sur une peau de banane) de multiples gadgets, il arbore dans l'épisode pilote Les sports d'hiver une moustache qui n'apparaitra plus dans le reste de la série. Il brille surtout par sa grande distraction. Confondant souvent les méchants et les gentils, échappant par volonté et technologies à de multiples attentats, se trompant parfois dans l'usage de ses gadgets au point d’en devenir un running gag, sa force humoristique en fait un personnage très attachant auquel un jeune téléspectateur peut facilement s'identifier.
- Sophie (Penny en anglais)

Elle est la jeune nièce de Gadget (elle aurait 8 ans). Sophie a des cheveux blonds mi-longs coiffés de couettes, ses yeux sont bleu-vert, elle porte un t-shirt rouge à manches courtes avec une épaisse rayure blanche au centre, un pantalon vert olive avec des poches aux genoux vert clair, ainsi que des chaussures de basketball rouges et roses. Dans la saison 2, elle porte une veste de sport bleue et blanche. Elle a été vue trois fois en bikini, deux fois rouge et une fois bleu. Elle vit avec son oncle pour une raison non expliquée dans la série. Elle suit Gadget dans toutes ses missions, généralement sans son accord. Très douée en informatique, elle se promène toujours avec un livre qui renferme un ordinateur aux multiples possibilités. Elle est également équipée d'une montre spéciale qui lui permet de communiquer avec Finot. Elle est souvent kidnappée par les hommes du Docteur Gang. Dans la plupart des cas, elle est ligotée et bâillonnée. Dans la version de 2015, on pourrait dire qu'elle a grandi et est devenue une jeune adolescente âgée dans la douzaine. Elle aurait un sentiment cependant pour Tristan, le neveu du Dr Gang.
- Finot (Brain en anglais)

Animal de compagnie de Gadget, ce chien le suit de près dans toutes les missions. Finot a une fourrure jaune, des taches blanches sur le bout des oreilles et un nez rouge. Il porte un collier rouge qui contient un microphone rétractable et un haut-parleur pour rester en contact avec Sophie. Bien qu'il ne parle pas, il est capable de communiquer avec Sophie, grâce à un micro et une caméra qui sortent de son collier. Il est capable de marcher sur ses pattes postérieures et de mettre des vêtements pour se faire passer pour un humain.
- Inspecteur-chef Gontier (Chief Quimby en anglais)

Il a l'aspect du chef policier tel qu'il pouvait être imaginé par les Français au début des années 1980 : petit, presque chauve avec une grosse moustache et la pipe à la bouche. Son imagination pour se fondre dans le décor au début de chaque épisode en fait un personnage incontournable de la série. Ses apparitions sont systématiquement de même nature : au début de l'épisode, il remet à Gadget sa mission sur une feuille qui lui explose au visage, puis, à la fin de l'épisode, il apparaît pour féliciter Gadget, souvent appelé par Sophie pour arrêter les complices de MAD.
- Docteur Gang (Dr Claw en anglais)

Il est le responsable de l'organisation criminelle MAD (en anglais, « mad » signifie « fou », mais ce sont en fait les initiales de « Méchants, Abrutis, Débiles » pour la version française, du moins si on en croit Sophie. Certains livres édités dans la Bibliothèque Rose penchent pour « Méchants, Affreux, Démoniaques » tandis qu'un artbook contenu dans le coffret d'une intégrale de la série propose « Méchants, Affreux et Diaboliques »). On ne voit dans les épisodes que ses mains gantées de fer, le reste de son corps étant dissimulé par le dossier de son siège. Dans la continuité des séries d'animation, personne ne connaît son visage ni son corps, cependant, un jouet officiel dévoilant son apparence est sorti en 2003. Archétype du « boss » de fiction, il a une voix très particulière, presque métallique, qui fait trembler de peur ses agents. Il communique avec eux depuis son écran d'ordinateur, d'où il peut suivre l'évolution de ses plans machiavéliques. Il se déplace rarement, et s'il le fait, c'est toujours à bord de sa voiture, la « MADmobile », transformable en avion et en sous-marin. Son rêve le plus cher est d'assassiner l'inspecteur Gadget, qu'il méprise plus que tout au monde et qui fait systématiquement échouer ses plans. Il s'enfuit néanmoins à la fin de chaque épisode.
Tout au long de la série, seules les mains gantées du grand ennemi de Gadget sont visibles, le reste de son corps étant dissimulé par le dossier de son siège. De nombreuses rumeurs ont circulé sur son identité ; l'une d'elles affirmait faussement que le Docteur Gang n'était autre que le chef Gontier et qu'il se faisait arrêter à la fin de la série.
En réalité, dans le dernier épisode, le Docteur Gang parvient une fois de plus à s'enfuir et son véritable visage restera inconnu, un choix volontaire des auteurs. Toutefois, à l'occasion d'un concours du magazine Gadget Jeux, l'un des auteurs, Bruno Bianchi, accepte d'illustrer la représentation qu'il se fait de Gang, image à l'appui : « une sorte de mutant ressemblant à un crapaud », mais l'explication reste floue en indiquant que Gang peut prendre la forme qu'il désire « au gré de sa fantaisie ou de celle de Bruno Bianchi, ou mieux encore de la vôtre ! ».
Le visage du Docteur Gang pouvait cependant brièvement être aperçu dans le jeu vidéo Inspector Gadget, sorti sur Super Nintendo. En 2003, un jouet à l'effigie du Docteur Gang voit le jour et le représente d'une manière radicalement différente de la vision de Bianchi, mais s'inspirant de son aspect dans le jeu vidéo. Dans cette version, Gang est un vieillard au visage haineux, avec une barbiche et des cheveux blancs. L'emballage du jouet prenait soin de cacher sa figure afin qu'il ne puisse être observable qu'en l'achetant.
Dans l'adaptation cinématographique de Walt Disney Pictures, Inspecteur Gadget (1999), le Docteur Gang est incarné par Rupert Everett et son visage n'est jamais dissimulé.
- Madchat (MAD Cat en anglais)

Animal de compagnie du Docteur Gang, ce chat reste toujours à côté du bras de son maître, ricanant à chaque fois qu'il a une idée diabolique. Très joueur, il cherche parfois à le gêner en lui attrapant sa main ou un objet que celui-ci est en train de manipuler. Malheureusement, il sert souvent de souffre-douleur à son maître lorsque ses plans échouent, qui passe alors ses nerfs sur lui en l'envoyant valser ou en lui tapant dessus, si bien qu'il a pris l'habitude de s'éloigner de lui dès qu'il commence à s'énerver. Il comprend visiblement ce que dit son maître, qui lui raconte souvent les détails de ses plans. Le chat est une référence au personnage d'Ernst Stavro Blofeld dans James Bond.
- Corporal Capeman

Il est un admirateur de Gadget, c'est un justicier et aussi un véritable allié. Il fait son apparition dans la saison 2. Il aide Gadget dans certaines missions mais n'a souvent qu'un rôle mineur.

## Les gadgets de Gadget
Pour utiliser un gadget, l'inspecteur énonce à voix haute le nom de l'outil en question, précédé de « Go-Go ! Gadgeto… ».
S'il fait presque systématiquement appel à certains gadgets, d'autres sont utilisés plus rarement. De plus, certaines fois, le système ne fonctionne pas normalement (comportement fou ou autre gadget sortant à la place de celui énoncé), ce qui peut être une source d'ennui ou permettre à l'inspecteur de se sortir d'un mauvais pas. Il arrive parfois à l'inspecteur de combiner certains gadgets. La plupart de ses gadgets sont situés dans son chapeau : il a inspiré à Francisco Ibáñez le personnage de Chapeau el « esmirriau ».

### Intégrés à son corps

#### Apparaissant dans la série

##### Sortant du chapeau
- Appareil photo : un appareil photo sort de son chapeau.
- Chapeau de salutation : une main munie d'un chapeau sort du premier et un troisième chapeau sort du deuxième.
- Grappin : situé dans le chapeau. Il lui permettra d'arrêter malgré lui son premier voleur.
- Gyrophare : un gyrophare sort de son chapeau.
- Hélicoptère : des pales d'hélicoptère et des manches de contrôle sortent de son chapeau. (c'est l'un des gadgets les plus cultes de la série).
- Jumelles : des jumelles sortent de son chapeau.
- Parachute : un parachute rouge sort de son chapeau. (utilisation exceptionnelle).
- Parapluie : sort du chapeau. Il sert parfois de parachute. (même s'il se retourne fréquemment, faisant chuter l'inspecteur dans le vide).
- Ressort : un ressort sort de son chapeau.
- Voile : un mat de voilier sort de son chapeau.

- Main : une main gantée sort du chapeau; elle sert à : 
  - se gratter le menton, ou à tenir :
  - des ciseaux,
  - un bouquet de fleurs,
  - une loupe,
  - un marteau,
  - un masque à oxygène,
  - une tapette à mouches,
  - une lampe de mineur (utilisation exceptionnelle).

##### Dans les doigts
- Clé : se trouve dans l'auriculaire.
- Extincteur : se trouve dans l'index de la main droite.
- Lampe : se trouve dans le majeur ; on peut le voir dans le générique.
- Laser : se trouve dans l'index.
- Pistolet à eau : se trouve dans son doigt.
- Sifflet : se trouve dans l'annulaire.
- Stylo (à plume): se trouve dans son index.
- Tournevis : se trouve dans l'index.

##### Sous les chaussures
- Patins à roulettes ,
- Ski ,
- Aimant.

##### Par allongement
- Cou : allongement du cou.
- Jambes : allongement des jambes par des ressorts.
- Bras : allongement des bras.
- Lasso ou Cravate: la cravate s'allonge et permet d'attraper un objet lointain.

##### Divers
- Gadgetophone : téléphone pour appeler le chef Gontier.
- Manteau : le manteau se gonfle d'air ou de gaz plus léger que l'air. (Pour utiliser ce gadget, l'inspecteur doit tirer sur un des boutons de son manteau).
- Menottes : se trouvent au niveau du poignet.
- Radar : une parabole se déplie de chacune des oreilles de l'inspecteur.
- Dents : Ses propres dents sortent de sa bouche et sont télécommandées à distance ; elles flottent dans les airs et lui permettent d'attraper des objets (utilisation exceptionnelle).

###### Apparaissant dans le premier film
- Briquet : situé dans le pouce gauche
- Brosse à dent : située dans l'index droit
- Crayon : situé dans l'index droit
- Distributeur à bonbon : situé dans le majeur droit
- Cercle à bulle : situé dans le majeur droit
- Mini pince-coupante : située dans l'annulaire droit
- Ballon : situé dans l'auriculaire droit. Il gonfle des ballons en baudruche
- Vaporisateur : situé dans l'auriculaire droit. Projette de l'eau.
- Fluide visqueux : situé dans la manche gauche de son imperméable. Un tuyau projette de la pâte dentifrice
- Ressorts : un dans chaque chaussure. Ils lui permettent de bondir assez haut.
- Verre grossissant : situé dans le chapeau. Équivaut à un microscope.
- Traduction espagnole : sert de traducteur espagnol
- Souliers à succion : situés dans chaque chaussure. Ils lui permettent d'adhérer à une surface.

###### Apparaissant dans le second film
- Mixeur : situé dans le chapeau. Une main ressort avec un mixeur
- Pistolet radar : situé dans l'épaule droite.
- Bubble Gum : situé dans le chapeau. Un pistolet projette du bubble-gum.
- Graisse : située dans la manche droite de son imperméable. Un tuyau projette de la graisse
- Tête d'autruche : sa tête rentre dans son corps.
- Tyrolienne : situé dans son chapeau. Il s'agit d'une tyrolienne lançant deux ventouses. Elle est équipée aussi d'un anémomètre
- Maxibrosse : située dans la main droite. Elle lui sert à récurer les toilettes.
- Marteau-main : sa main se transforme en marteau en bois.
- Mouchoir : situé dans le chapeau. Une main sort avec un mouchoir.
- Bouquet : situé dans le chapeau. Une main sort avec un bouquet de fleurs.
- Trottinette : situé dans le pied droit. Elle est équipée de deux minis-réacteur.
- Pinces coupantes : situé dans chaque main.

### Intégrés à sa voiture
- Gadget-o-fourgonnette : transforme la voiture de police en camionnette.
- Gadget-o-mobile : transforme la camionnette en voiture de police.
- Gadget-à-l'huile : deux bras portant un tonneau d'huile sortent du coffre, pour la déverser sur la route.
- Lance à eau : une lance à eau sort du haut du capot du véhicule et projette un puissant jet d'eau.
- Pince : Déploie une pince située à l'avant du véhicule.
- Parachute : un parachute sort du toit de la voiture.
- Gaz hilarant : deux mains tenant un pulvérisateur, sortent du coffre de la voiture et pulvérisent le gaz.
- Fusées à colle : le hayon arrière de la voiture s'ouvre et le lanceur envoie les fusées.
- Gadget-o-élévateur : la voiture se surélève les roues au sol comme avec les bras de l'inspecteur.
- Gadget-o-terrain : transforme la voiture de police en véhicule tout-terrain.
- Gadget-o-bouclier : un bouclier « intégral » protège la voiture des projectiles.

## Sorties DVD
La série est sortie en trois coffrets de cinq DVD. L'ordre des épisodes ainsi que certains titres sont légèrement différents.
- Inspecteur Gadget - Coffret 1, sorti le 1er avril 2006 :
DVD 1 : La Malédiction du roi Toutankharton ; L'Invasion ; La Croisière ; Gadget au chômage ; Le Monstre du Loch Ness ; Le Château hanté ;
DVD 2 : La Cure de santé ; Gadget à la ferme ; Gadget au cirque ; Gadget et l'Amazone ; Le Grand Prix ;
DVD 3 : Le Parc d'attractions ; Le Safari photo ; Les Sports d'hiver ; Hollywood ; Le Gaz qui endort ;
DVD 4 : Le Coucou suisse ; Gadget prend le train ; La Galerie d'art ; Calamity Gadget ; Le Piège de Mad ;
DVD 5 : Le Compte à rebours ; Gadget à Hawaii ; Le Tremblement de terre ; Le Congrès d'Interpol ; Le Triangle des Bermudes ;

- Inspecteur Gadget - Coffret 2
DVD 1 : Les Mille et une nuits ; Tout ce qui brille n'est pas or ; 20000 lieues sous les mers ; Le Rubis ; Gadget en Malaisie ; La Main verte ;
DVD 2 : Suivez cet avion! ; Gadget en Hollande ; L'Académie Mad ; Gadget à Tokyo ; Gadget superstar ; Gadget à Istanbul ;
DVD 3 : L'Œil du dragon ; Une énigme invisible ; Gadget en Grèce ; Prince des Gitans ; Promenade en forêt ; Copie conforme ;
DVD 4 : Gadget en Irlande ; La Sécheresse ; L'Enlèvement de Gontier ; Changement d'altitude ; La Météo au Tibet ; C'était écrit ;
DVD 5 : La Croisière pirate ; Gadget et les serpents ; Crac, le chien fantastique ; Le Canard d'émeraude ; Gadget à l'opéra ; Sous les pis de vaches ;

- Inspecteur Gadget - Coffret 3, sorti le 1er septembre 2005
DVD 1 : Dans les Balkans ; L'or n'a pas d'odeur ; Au pôle Nord ; Gadget sauve Big Ben ; Gadget a un sosie ; Gadget sur la Seine ;
DVD 2 : Gadget et les Faux Monnayeurs ; L'École des pickpockets ; Les Jeux télévisés ; Gadget magique ; Animaux domestiques de Gadget ; Gadget et le Lama ;
DVD 3 : Gadget sauveur d'or ; L'Anniversaire de MAD ; Menaces sur les gadgets de Gadget ; Gadget et les Linguinis ; Gadget et le Nain ; La Conférence de presse de Gadget ;
DVD 4 : Gadget le Somnambule ; Gadget et les Fantômes ; Cambriolages en chaîne ; Gadget et Harold ; Gadget dans la lune ; Les Transferts bancaires ;
DVD 5 : La Machine à remonter le temps ; Gadget dans la Rome Antique ; Londres au XIXe siècle ; Le Clan des Siciliens ; Le Fan club de Gadget ; Gadget et la Rose rouge ;
L'intégrale sort dans une édition collector en format A4 [21], contenant un artbook de 208 pages avec des illustrations de Jérome Alquie , 5 ex libris et les 86 épisodes de la série, le 3 janvier 2019 chez IDP Home Video .

## Produits dérivés

### Livres
Plusieurs livres pour enfants ont été publiés par Jean Chalopin et Georges Chaulet dans la collection Bibliothèque rose :
- L'Inspecteur Gadget est un as (1984)
- L'Inspecteur Gadget se débrouille (1984)
- Inspecteur Gadget contre docteur Gang (1984)
- L'Inspecteur Gadget ne s'en fait pas (1985)
- L'Inspecteur Gadget est incroyable (1985)
- L'Inspecteur Gadget passe à l'attaque (1985)
- L'Inspecteur Gadget est arrivé (1986)
- L'Inspecteur Gadget chez les pirates (1987)
- L'Inspecteur Gadget et la Princesse (1987)
- L'Inspecteur Gadget dans le cosmos (1988)
- L'Inspecteur Gadget va-t-il se marier ? (1989)
- Les Astuces de l'inspecteur Gadget (1989)

Une série de 24 albums BD reprenant des épisodes de la série ont été publiés aux éditions Greantori ainsi qu'aux éditions de la Page Blanche.
En 2024, l'auteur Daniel Gallego publie avec la maison d'édition espagnole « Cucúrucho ediciones » le premier livre d'art sous licence officielle de la série pour son 40e anniversaire, intitulé «Inspector Gadget: El arte de un gadgeto». Le livre raconte chronologiquement l'histoire de la fondation du studio DIC, la création des personnages, la production de l'épisode pilote, le développement de la série pendant sa première et sa deuxième saison, en révélant des dessins de production inédits, des storyboards, des photographies de l'équipe...etc.
Le livre rassemble les témoignages de la plupart des membres de l'équipe d'origine qui ont aidé Daniel à reconstituer l'histoire de la création de la série. Le livre présente Jean Chalopin, Bernard Deyriès, Andy Heyward, Brian Lemay, Jean Barbaud et de nombreux autres artistes qui ont travaillé sur la série en tant que directeurs de l'animation, concepteurs de personnages, scénaristes, dessinateurs de story-boards et autres.
Le livre contient également une préface du fils du réalisateur de la série, Bruno Bianchi.

### Films
- 1987 : Les Dossiers secrets de l'inspecteur Gadget ou Inspecteur Gadget, le film (The Amazing Adventures of Inspector Gadget), long métrage d'animation de Bruno Bianchi constitué d'une compilation de plusieurs épisodes de la série sorti en salles le 8 avril 1987[22];
- 1998 : Inspecteur Gadget (Inspector Gadget), film américain en prises de vues réelles de David Kellogg produit par Walt Disney Pictures, avec Matthew Broderick dans le rôle de Gadget ;
- 2003 : Inspecteur Gadget 2 (Inspector Gadget 2), film américain en prises de vues réelles de Alex Zamm produit par Walt Disney Pictures avec French Stewart dans le rôle de Gadget.

### Séries d'animation
- 1995-1997 : Gadget Boy (Gadget Boy & Heather)
- 1996 : Inspector Gadget's Field Trips ;
- 1998 : Gadget Boy, détective à travers le temps (Gadget Boy's Adventures in History). Suite de Gadget Boy ;
- 2001-2003 : Gadget et les Gadgetinis (Gadget and the Gadgetinis) de Jean Chalopin. Suite d'Inspecteur Gadget. L'inspecteur Gadget devient lieutenant ;
- 2015 : Inspecteur Gadget (Inspector Gadget)

### Téléfilms d'animation et OAV
- 1992 : Joyeux Noël, inspecteur Gadget (Inspector Gadget Saves Christmas) ; diffusé le 25 décembre 1993 sur France 3 dans Les Minikeums, le téléfilm Joyeux Noël, inspecteur Gadget se passe au pays du père Noël. Gadget doit retrouver le vrai père Noël et une fois de plus arrêter le docteur Gang. À part Jean Chalopin qui n'est plus dans la distribution (bien que le téléfilm soit produit par sa société C&D), il est réalisé par la même équipe et adopte le même design que la série. Côté voix, Luc Durand laisse sa place à Francis Lax, mais Barbara Tissier double toujours Sophie (comme dans la saison 2).

- 1999 : Inspector Gadget: Gadget's Greatest Gadgets, composé de trois aventures d'Inspecteur Gadget contre les agents MAD ;
- 2002 : Inspecteur Gadget : Affaire inclassable (Inspector Gadget's Last Case) ;
- 2006 : Gadget 3D : Inspecteur Gadget et le Ptérodactyle géant (Inspector Gadget's Biggest Caper Ever).

### Jeux vidéo
- 1984 : Inspecteur Gadget, jeu électronique à cristaux liquides « Double Play » de Bandai[23].
- 1984 : Inspecteur Gadget, sur Thomson TO7 et Thomson MO5, édité par Nathan[24].
- 1987 : Inspector Gadget and the Circus of Fear (en) sur Amstrad CPC, Commodore 64[25], ZX Spectrum et BBC Micro, jeu de plates-formes de Melbourne House (Erbe Software S.A.)
- 1993 : Inspector Gadget sur Super NES, jeu de plates-formes de Hudson Soft
- 2000 : Inspecteur Gadget : Opération Madkactus (Inspector Gadget Operation Madkactus) sur Game Boy, jeu de plates-formes de LSP Games
- 2001 : Inspector Gadget: Advance Mission sur Game Boy Advance, jeu de plates-formes de Magic Pockets
- 2001 : Inspecteur Gadget : Panique dans le labyrinthe (Inspector Gadget Gadget's Crazy Mace) sur PlayStation, jeu de plates-formes de LSP Games
- 2003 : Inspecteur Gadget : L'Invasion des robots MAD (Inspector Gadget MAD Robots Invasion) sur PlayStation 2, jeu de plates-formes de LSP Games
- 2003 : Inspector Gadget Racing sur Game Boy Advance, jeu de course de Magic Pockets
- 2004 : Gadget et Gadgetinis (Gadget and the Gadgetinis) sur PC et PlayStation 2, jeu de plates-formes de Hip Interactive
- 2009 : Inspector Gadget sur iOS
- 2010 : Inspector Gadget's MAD Dash sur iOS
- 2013 : Inspector Gadget: MAD Grab sur iOS
- 2023 : Inspector Gadget: MAD Time party sur Play Station 4, Play Station 5, Nintendo Switch de Microids

## Autour de la série
Dans l'épisode 2 de la saison 2, Animaux domestiques de Gadget, Sophie regarde à la télévision un épisode des Entrechats. Dans l'épisode 10 de la saison 2, Gadget le somnambule, il est possible d'apercevoir deux chats dans une décharge. Ce sont deux des personnages principaux des Entrechats. C'est une autre série produite par Jean Chalopin et Bruno Bianchi et diffusée sur France 3.
Dans l'épisode 10 de la saison 1, L'Amazone, Gadget doit sauver le professeur qui a inventé tous ses gadgets, le professeur Rotoscope. Dans la saison 2, dans les épisodes 16 à 18, La machine à remonter le temps, Gadget dans la Rome antique et Londres au 19e siècle, Gadget doit s'aider de la machine à remonter le temps créée par le professeur Wogsplinstain. Or les deux professeurs se ressemblent comme deux gouttes d'eau. On peut donc constater qu'entre la saison 1 et la saison 2, le professeur a changé de nom involontairement.
Dans l'épisode 2 de la saison 1, L'Invasion, Sophie regarde avec Finot à la télé un film avec un monstre qui détruit un village. Cette scène est tirée de l'épisode pilote Les sports d'hiver.
Dans l'épisode 24 de la saison 1, Tremblement de terre, Sophie aide le sismologue à détruire sa machine. Elle donne le code commençant par FR3, comme le diffuseur de la série en France.
La chanson Inspecta de Jain, tirée de son deuxième album Souldier, sample le générique d'Inspecteur Gadget.
L'inspecteur Gadget est présent dans la série d'animation parodique Les Kassos. Dans cette version, il apparaît comme un policier grossier et violent, n'hésitant pas à frapper ses victimes au lieu de les appréhender en douceur.
En 2021, l’inspecteur Gadget apparaît dans une publicité de Renault pour la présentation de sa nouvelle Clio.